# Abang Norsillmy Taha
Abang Nor Sillmy bin Abang Haji Taha (Bandar Seri Begawan, 11 agosto 1978) è un ex calciatore bruneiano, di ruolo difensore.

## Palmarès

### Club

#### Competizioni nazionali
- Brunei Super League: 2

DPMM: 2002, 2004